# Red de televisión China
La Red de televisión China (en chino:中国网络电视台, pinyin:Zhōngguó wǎngluò diànshìtái, en inglés:China Network Television, CNTV). Es una red nacional de televisión por internet iniciada el 28 de diciembre del 2009 en Bejing, República Popular China. Esta ofrece los canales internacionales de la cadena CCTV en la web, bajo el nombre de CNTV. Su lema es: un click, un mundo.
CNTV es propiedad de la Televisión Central China (CCTV),inicio como una estación de TV por Internet nacional, ahora sirve como una plataforma de vídeo en varios idiomas, así globalizado los servicios. Los canales actuales de la CNTV incluyen noticias, finanzas, deportes, entretenimiento, películas, series de televisión, documentales, entre otros. En 2010, la CNTV está poniendo en marcha canales adicionales, incluyendo del clima, la educación, los viajes, y la música.